# Лесьнево-Дольне
Лесьнево-Дольне (пол. Leśniewo Dolne) — село в Польщі, у гміні Ґрудуськ Цехановського повіту Мазовецького воєводства.
Населення — 157 осіб (2011).
У 1975-1998 роках село належало до Цехановського воєводства.

## Демографія
Демографічна структура станом на 31 березня 2011 року:
|          | Загалом | Допрацездатний вік | Працездатний вік | Постпрацездатний вік |
| -------- | ------- | ------------------ | ---------------- | -------------------- |
| Чоловіки | 80      | 16                 | 51               | 13                   |
| Жінки    | 77      | 14                 | 39               | 24                   |
| Разом    | 157     | 30                 | 90               | 37                   |